# Pyle (Galles)
Pyle è un centro abitato del Galles, situato nel distretto di contea di Bridgend.